# Salzgitter
Salzgitter er en by i Tyskland i delstaten Niedersachsen med omkring 103.000 indbyggere. Byen ligger mellem Hildesheim og Braunschweig. Sammen med Wolfsburg og Braunschweig er Salzgitter en af syv Oberzentren i Niedersachsen (et slags storbyområde). Byens areal er et af de største i Tyskland.
Byen er forbundet til Mittellandkanal og Elbe-Seitenkanal via floden Innerste. De nærmeste byer er Braunschweig 23 km mod nordøst og Hannover 51 km mod nordvest.
Byen grundlagdes i 1942, og sammen med Wolfsburg, Leverkusen og Eisenhüttenstadt er Salzgitter derfor en af de få byer i Tyskland, som grundlagdes i 1900-tallet.

## Historie
Salzgitter har sit ophav i begyndelsen af 1300-tallet omkring nogle saltkilder nær landsbyen Verpstedt (senere Vöppstedt). Navnet udviklede sig fra nabolandsbyen Gitter og blev først nævnt i 1347. Efter 200 år med saltværk ved forskellige kilder fik bønderne i området, som i dag er Salzgitter, byrettigheder, men mistede disse, da byen kom ind under hertugdømmet Braunschweig-Lüneburg i begyndelsen af 1500-tallet. Da byen blev overført til Preussen i 1803, fik Salzgitter igen byrettigheder, men i 1815 blev de atter fjernet, da den blev en del af Kongedømmet Hannover.
I 1830 blev der oprettet et saltbad i Salzgitter.
Efter at Kongedømmet Hannover blev en del af Preussen i 1866, blev Salzgitter en kommune i Preussen og fik byrettigheder igen i 1929. Før dette var Vorsalz og Liebenhall blevet indlemmet (1926, 1928). I 1936 blev Kniestedt indlemmet, og i 1938 landsbyen Gitter. Fra 1942 havde den unge by fået 29 bydele. 1. april 1942 blev den kreisfrie by Watenstedt-Salzgitter (omdøbt til Salzgitter i 1951) dannet ved, at landkreisene Goslar og Wolfenbüttel blev slået sammen med byen Salzgitter.
I 1937 begyndte man minedrift efter jernmalm, og et jernværk blev bygget. I oktober 1942 blev der oprettet en underafdeling af koncentrationslejren Neuengamme til at huse slavearbejdere til jernværkerne.  Denne lejr havde 2.800 fanger. Der var tre koncentrationslejre i Salzgitter under krigen, og byen blev hårdt ramt af amerikanske og britiske bombeangreb. Efter krigen blev Braunschweig med Salzgitter en del af delstaten Niedersachsen.